# Poricella

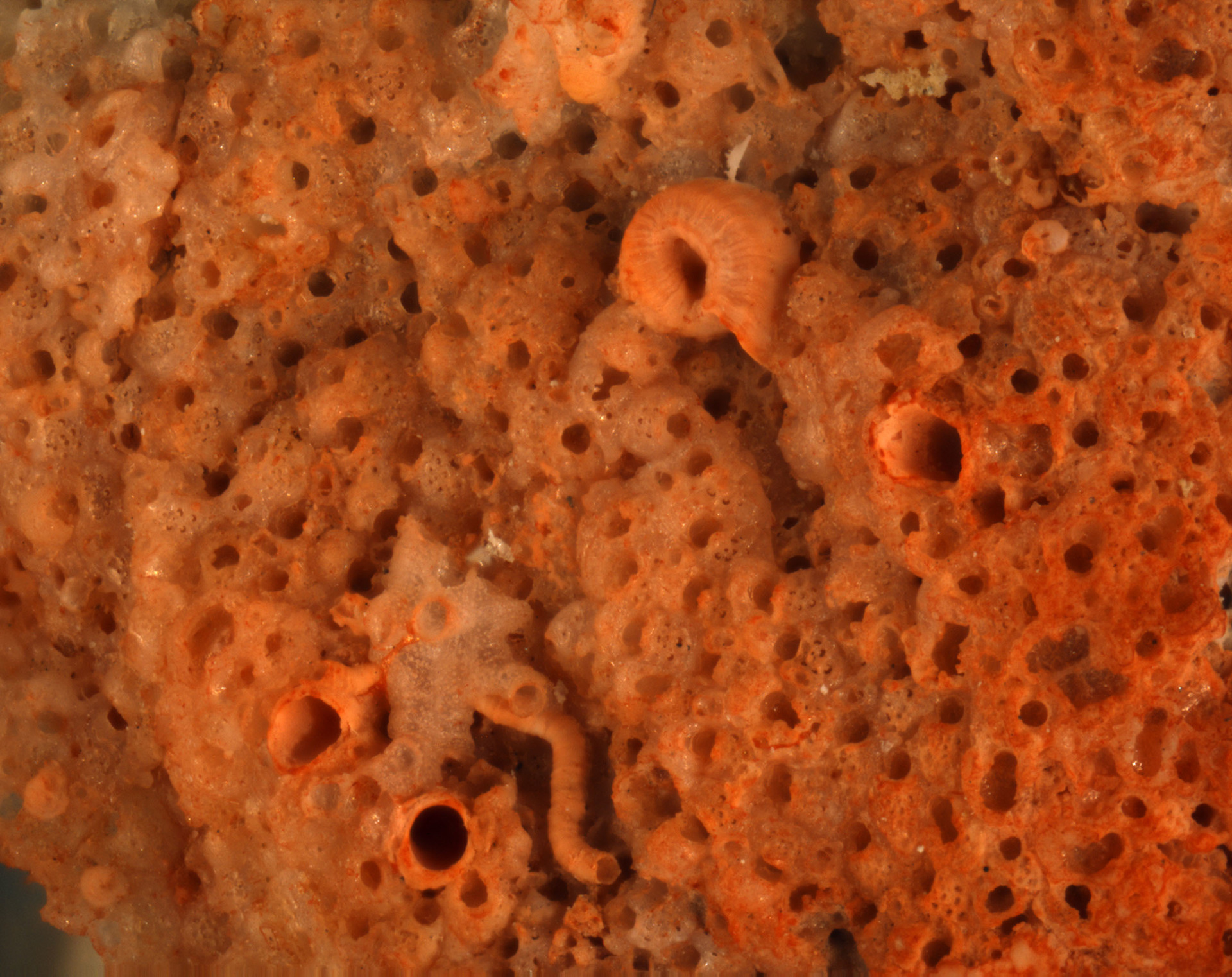

Poricella is een mosdiertjesgeslacht uit de familie van de Arachnopusiidae en de orde Cheilostomatida. De wetenschappelijke naam ervan is in 1904 voor het eerst geldig gepubliceerd door Ferdinand Canu.

## Soorten
- Poricella brancoensis (Calvet, 1906)
- Poricella celleporoides (Busk, 1884)
- Poricella frigorosa Winston, Vieira & Woollacott, 2014
- Poricella lanceolata (Canu & Bassler, 1928)
- Poricella mucronata (Smitt, 1873)
- Poricella musaica (Cook, 1977)
- Poricella oranensis (Waters, 1918)
- Poricella perplexa (Cook, 1967)
- Poricella robusta (Hincks, 1884)
- Poricella spathulata (Canu & Bassler, 1929)
- Poricella subspatulata (Osburn, 1950)